# لوسي، سيدة هيوستن
كانت دام فاني لوسي هيوستن، سيدة هيوستن، حاصلة على رتبة الإمبراطورية البريطانية، (اسمها قبل الزواج رادمال، 8 أبريل 1857 - 29 ديسمبر 1936) فاعلة خير بريطانية وناشطة سياسية ومنادية لمنح المرأة حق الاقتراع.
ابتداءً من عام 1933، نشرت صحيفة ساترداي ريفيو، التي اشتهرت بهجماتها على ما وصفته الصحيفة بالحكومات الوطنية «المخالفة للوطنية» لرامزي ماكدونالد وستانلي بلدوين. اعتُرف بها كرائدة في الطيران و «مُنقذة سبتفاير» بسبب دعمها لسَلِيفتها، الطائرة البحرية سوبيرمارين.

## حياتها المبكرة
كانت فاني لوسي رادمال الابنة الرابعة لتوماس رادمال، وهو أمين مستودع للصوف وقَمّاش، وماريا إيزابيلا كلارك. ولدت في 13 لوار كيننجتون جرين، لامبيث، وكانت الطفل التاسع لعشرة أطفال. سابقًا كانت ضاحية ساري قبالة نهر التمز في المدينة، ولكنها الآن تشكل جزءًا من لندن الداخلية. كفتاة شابة، كانت راقصة محترفة، فتاة كورس معروفة باسم «بوبي».
في سن السادسة عشرة، تواعدت مع رجل ثري يبلغ ضعف عمرها، فريدريك «فريدي» جريتون، الذي كانت عائلته مالكة مشتركة لمصنع باس للبيرة. كانت عشيقته لمدة عشر سنوات. كان جريتون مؤيدًا قويًا لمختلف رياضات الأرض المعشوبة ومالكًا لخيول السباق الشهيرة (مثل إيسونومي، الذي فاز بجائزة التاج الثلاثي لسباق الخيول الأصيلة). توفي جريتون عام 1882 وترك لها إرثًا قدره 6000 جنيه إسترليني سنويًا، وهو مبلغ ضخم أزعج عائلته.

## الزواج من برينكمان وبايرون
بعد أن استقرت حياتها، أرادت مهنة مسرحية. ومع ذلك، بعد ثلاثة أسابيع فقط من أول دور مسرحي لها في المسرح الملكي دروري لين، هربت مع ثيودور برينكمان، البارون الثاني. في 3 سبتمبر عام 1883 تزوجا ولكن العلاقة لم تزدهر وتطلق الزوجان في 14 يناير عام 1895 بعد انفصال طويل. بعد عرض مثير من جانبها، تزوجت مرة أخرى في 1 مارس عام 1901، من المتقاعد العازب جورج بايرون، بارون بايرون التاسع. أثناء زواجهما، بصفتها ليدي بايرون، كانت ناشطة ومنادية لحق المرأة في التصويت واستخدمت ثروتها لدعم القضية ووقفت بكفالة لصالح إميلين بانكيرست.
خلال الحرب العالمية الأولى، دعمت بقوة المجهود الحربي، على سبيل المثال عن طريق إرسال أعواد الثقاب إلى الجنود الذين يخدمون في الخارج، وكُتب على الصناديق «أعواد ثقاب لقواتنا التي لا مثيل لها من الليدي بايرون»، بالإضافة إلى حملة «أعطه جوارب». توفي بايرون في 30 مارس 1917. في وقت لاحق من ذلك العام، حصلت لوسي على رتبة الإمبراطورية البريطانية (دي بي إي) لإنشاء عش بلوبيردز، وهو منزل استراحة في هامبستيد هيث للممرضات اللاتي يخدمن في الجبهة الغربية.

## الزواج من السير روبرت هيوستن
كان زواجها الثالث والأخير من السير روبرت هيوستن، البارون الأول، عضو البرلمان عن ويست توكستث، وكان أحد ملوك الشحن. وُصف هيوستن في قاموس أكسفورد للسيرة الوطنية بأنه «عازب قاسي، وشرس، ومزعج». ومع ذلك، طاردته لوسي بايرون لمدة سبع سنوات، بمرافقة صديقه القديم إف إي سميث، الذي عارض الزواج. تزوجت لوسي أخيرًا في 12 ديسمبر عام 1924.
أنشأت هيوستن مكانًا للإقامة في بوفيلد هاوس، سانت سافيور، جيرسي من أجل التهرب الضريبي، وقسم الزوجان وقتهما بين إنجلترا وجيرسي ويخت هيوستن الفاخر، إس واي ليبرتي. عندما أظهر لها السير روبرت وصيته، قيل إن السيدة هيوستن مزقتها، وأخبرته أن مليون جنيه إسترليني غير كافية. بحلول وقت زواجهما، كان السير روبرت مريضًا وعانى من نوبات اكتئاب واعتقد أنه تعرض للتسمم. توفي على متن ليبرتي في 14 أبريل عام 1926، تاركًا لأرملته ما يقارب من 5.5 مليون جنيه إسترليني.
كانت السيدة هيوستن بحلول ذلك الوقت ثاني أغنى امرأة في إنجلترا. على الرغم من عدم مطالبتها بدفع رسوم الوفاة على ملكية هيوستن، تفاوضت شخصيًا مع ونستون تشرشل، مستشار الخزانة آنذاك، لدفع 1.6 مليون جنيه إسترليني دون المطالبة بالضمانات.